# Biak Nampe
Biak Nampe is een bestuurslaag in het regentschap Karo van de provincie Noord-Sumatra, Indonesië. Biak Nampe telt 554 inwoners (volkstelling 2010).